# So Bad
So Bad es una balada romántica escrita e interpretada por el músico británico Paul McCartney incluida en su cuarto álbum en solitario Pipes of Peace de 1983. Aunque el disco promocionó como sencillos las canciones Say Say Say y Pipes of Peace, "So Bad" alcanzó un éxito moderado en Estados Unidos. El tema nunca ha sido interpretado en vivo en ninguna de las giras de McCartney. En 1984 la canción formó parte de la banda sonora compuesta por McCartney para la película Give My Regards to Broad Street, protagonizada por él mismo.

## Give My Regards to Broad Street
La canción es interpretada por Paul McCartney a la mitad de la película Give My Regards to Broad Street. Durante la secuencia es acompañado por su esposa Linda McCartney, acompañado de sus guitarristas y la participación especial de su antiguo compañero en la banda The Beatles, el baterista Ringo Starr. A todos se les ve vestidos de traje formal negro mientras interpretan la canción, haciendo énfasis en tomas en primer plano de Paul, Linda y Ringo. Al final se muestra el set de filmación en el que se grabó la canción, repleto de personas de producción.

## Personal
- Paul McCartney – voz, guitarra rítmica, bajo.
- Ringo Starr - batería.
- Linda McCartney – teclados, coros
- Eric Stewart - guitarras, coros
- Denny Laine - coros, guitarra.